# Pajimus Rievssakjavri
Pajimus Rievssakjavri eller Pajib Riusakjävri är en sjö i Finland. Den ligger i kommunen Utsjoki i landskapet Lappland, i den norra delen av landet, 1 100 km norr om huvudstaden Helsingfors. Pajimus Rievssakjavri ligger 248 meter över havet. Omgivningarna runt Pajimus Rievssakjavri är i huvudsak ett öppet busklandskap. Arean är 58 hektar och strandlinjen är 6,52 kilometer lång. Sjön  ingår i Tana älvs huvudavrinningsområde. 